# Traulia palawana
Traulia palawana är en insektsart som beskrevs av Willemse, C. 1935. Traulia palawana ingår i släktet Traulia och familjen gräshoppor. Inga underarter finns listade i Catalogue of Life.